# مردان موسایف
مردان موسایف (انگلیسی: Mardan Musayev؛ ۱ ژانویه ۱۹۰۷ – ۲۵ مارس ۱۹۸۲) فرد نظامی اهل امپراتوری روسیه بود.
وی همچنین برندهٔ جوایزی همچون نشان لنین و قهرمان اتحاد شوروی شده‌است.